# Westmeath
Westmeath (irl. Contae na hIarmhí) – hrabstwo w środkowej Irlandii, w zachodniej części prowincji Leinster. Hrabstwo było częścią dawnego królestwa Meath, a potem hrabstwa Meath, ten stan zakończył się w roku 1543, kiedy zostało utworzone hrabstwo Westmeath.
Największym miastem hrabstwa jest Athlone, leżące nad rzeką Shannon, podczas gdy Mullingar jest administracyjnym centrum hrabstwa.
Hrabstwo jest znane ze swojego bydła, jezior (np. Lough Owel), stopu cyny z ołowiem (Mullingar Pewter), scenerii, kanału i firmy farmaceutycznej Elán.

## Miasta i wioski
- Athlone
- Castlepollard
- Castletown-Geoghegan
- Collinstown
- Delvin
- Fore
- Finnea
- Glasson
- Horseleap
- Kilbeggan
- Killucan
- Kinnegad
- Moate
- Mullingar
- Multyfarnham
- Raharney
- Rochfortbridge
- Tyrrellspass

Westmeath sąsiaduje z hrabstwami: Cavan, Longford, Meath, Offaly i Roscommon.